# Elena Ceaușescu
Elena Ceaușescu (de soltera, Petreșcu; Dâmbovița, Reino de Rumania; 7 de enero de 1916-Târgoviște, Rumanía; 25 de diciembre de 1989) fue una política comunista rumana, vice primera ministra (1980-1989), primera dama y esposa del entonces dictador del país Nicolae Ceaușescu.

## Biografía
Nacida en una familia humilde de la localidad rural de Petrești, en el distrito de Dâmbovița. Se trasladó con su hermano a Bucarest después de terminar la escuela primaria, para posteriormente ingresar a la universidad a estudiar Ciencias Químicas, aunque este extremo nunca pudo ser acreditado. Consiguió en la misma ciudad el trabajo de técnico de laboratorio y posteriormente trabajó en una fábrica textil. En 1937 ingresó en el Partido Comunista Rumano (PCR), donde conoció a Nicolae Ceaușescu en 1939. Se casaron en 1945, tras la Segunda Guerra Mundial.
En 1945 llegaría al poder el PCR y, dos años más tarde, Rumanía se convirtió oficialmente en un Estado socialista. Elena Ceaușescu empezó su carrera política trabajando como secretaria en el Ministerio de Asuntos Exteriores, donde se mantuvo como una figura de segundo nivel hasta 1965, fecha en la cual su marido accedió al puesto de secretario general del PCR (Partido Comunista de Rumania). 
Existe una controversia en relación con su labor académica; sosteniendo algunos historiadores que varios de sus logros fueron forzados por el régimen de Nicolae Ceaușescu; mientras que otros sostienen que las descalificaciones son productos de las amenazas, persecuciones políticas y una manipulación mediática masiva impulsada por el régimen militar rumano post Ceaușescu, para desprestigiar y generar rechazo a la imagen de Elena. Por estos motivos, surgieron las siguientes versiones (dichas versiones aún se hallan en debate por los historiadores):
Que supuestamente se graduó tras solo dos años de estudio en Ingeniería Química por la Universidad de Bucarest y continuó trabajando para obtener una maestría. El profesor Dimitru Sandrunescu fue el encargado de evaluar su labor y que se negaría a graduarla hasta en dos ocasiones, pero las presiones políticas hicieron que se graduara, dándole la nota necesaria para obtener el título.
Que supuestamente, defendió su tesis en 1970, a puerta cerrada y sin admitir preguntas, siguiendo un procedimiento totalmente ajeno al habitual. Siendo supuestamente, rechazada en inicio por el profesor para asesorarla en su tesis, lo que le valdría un supuesto despido del Centro de Investigación de Química Orgánica. Finalmente fue otro científico, de renombre, el profesor Coriolan Drăgulescu, el encargado de dar validez a sus trabajos. Tras ello, se forzaría a algunos químicos que trabajaban sobre polímeros a tomarla como coautora de sus obras y publicaciones. Varios historiadores y periodistas de investigación documental, afirman que este extremo sería falso. [cita requerida]
Cuando Elena Ceaușescu y su esposo visitaron Argentina en 1974, a ella se le otorgó la Gran Cruz de la Orden del Libertador San Martín. Algunos de los títulos fueron revocados a la caída del régimen; con lo cual se confirmaría la corrupción de muchas instituciones académicas nacionales e internacionales (las cuales no tuvieron ninguna presión directa para realizar actos académicos en favor de ella), ya sea por entregar o retirar de forma arbitraria los títulos a Elena C.; con el fin de ganar favores del gobierno de los Ceaușescu o de otros gobiernos vigentes (o incluso de ambos).
La enciclopedia rumana de la época le dedicaba una media página para listar todos sus títulos y premios, además de que existían sectores específicos de museos rumanos dedicados a exponer sus distinciones y logros académicos. También llegó a ser un miembro destacado de la Academia de las Ciencias y directora del Instituto de Investigaciones Químicas rumano.
En 1980 pasó a ocupar el cargo de vice primera ministra de Rumanía, cargo que ocuparía hasta su ejecución, nueve años después. 

## Arresto y ejecución
El 25 de diciembre de 1989, Elena y su esposo fueron condenados, de manera improvisada e ilegal, a muerte por un tribunal militar creado ad hoc y, tras un juicio sumario, se les condenó de facto por los siguientes cargos: genocidio, daño a la economía nacional, enriquecimiento injustificable y uso de las Fuerzas Armadas en acciones en contra de civiles. Fueron sentenciados a muerte por fusilamiento y ejecutados en un cuartel militar en Târgoviște, al sur del país.
Estos sucesos fueron grabados, editados (quitando las últimas palabras de Nicolae Ceaușescu que en voz alta, gritó «¡Viva la República Socialista de Rumania y la independencia!, ¡Muerte a los traidores!, ¡La historia nos vengará!», después de lo cual comenzó a cantar un fragmento de «La Internacional») y transmitidos por la televisión nacional rumana días después para calmar los ánimos de la población, ya que seguían dándose los combates entre partidarios y opositores de Ceaușescu.

## Trabajos publicados
- Research work on synthesis and characterization of macromolecular compounds, Editura Academiei Republicii Socialiste România, 1974.
- Stereospecific Polymerization of Isoprene, 1982.
- Nouvelles recherches dans le domaine des composés macromoleculaires, 1984.
- Dostizheniia v khimii i tekhnologii polimerov, 1988.

## Premios
- Medalla Conmemorativa del 2.500 Aniversario del Imperio de Irán (Imperio de Irán, 14/10/1971).[2]
- Gran cruz de la Orden al Mérito de la República Italiana (República Italiana, 21/05/1973).[3]
- Dama gran cruz de la Orden del Libertador San Martín (República Argentina, 1974).
- Doctora honoris causa de la Universidad de Buenos Aires (1974).[4]
- Gran collar de la Orden del Infante Don Enrique (República Portuguesa, 12/06/1975).[5]
- Héroe de Rumania (1981).
- Malasia: Gran Comandante Honoraria de la Orden del Defensor del Reino (1984).[6]